# Mlînok, Onufriivka
Mlînok (în ucraineană Млинок) este localitatea de reședință a comunei Mlînok din raionul Onufriivka, regiunea Kirovohrad, Ucraina.

## Demografie
Componența lingvistică a localității Mlînok
     Ucraineană (97,25%)
     Rusă (2,43%)
     Alte limbi (0,32%)
Conform recensământului din 2001, majoritatea populației localității Mlînok era vorbitoare de ucraineană (97,25%), existând în minoritate și vorbitori de rusă (2,43%).